# Michael Everson

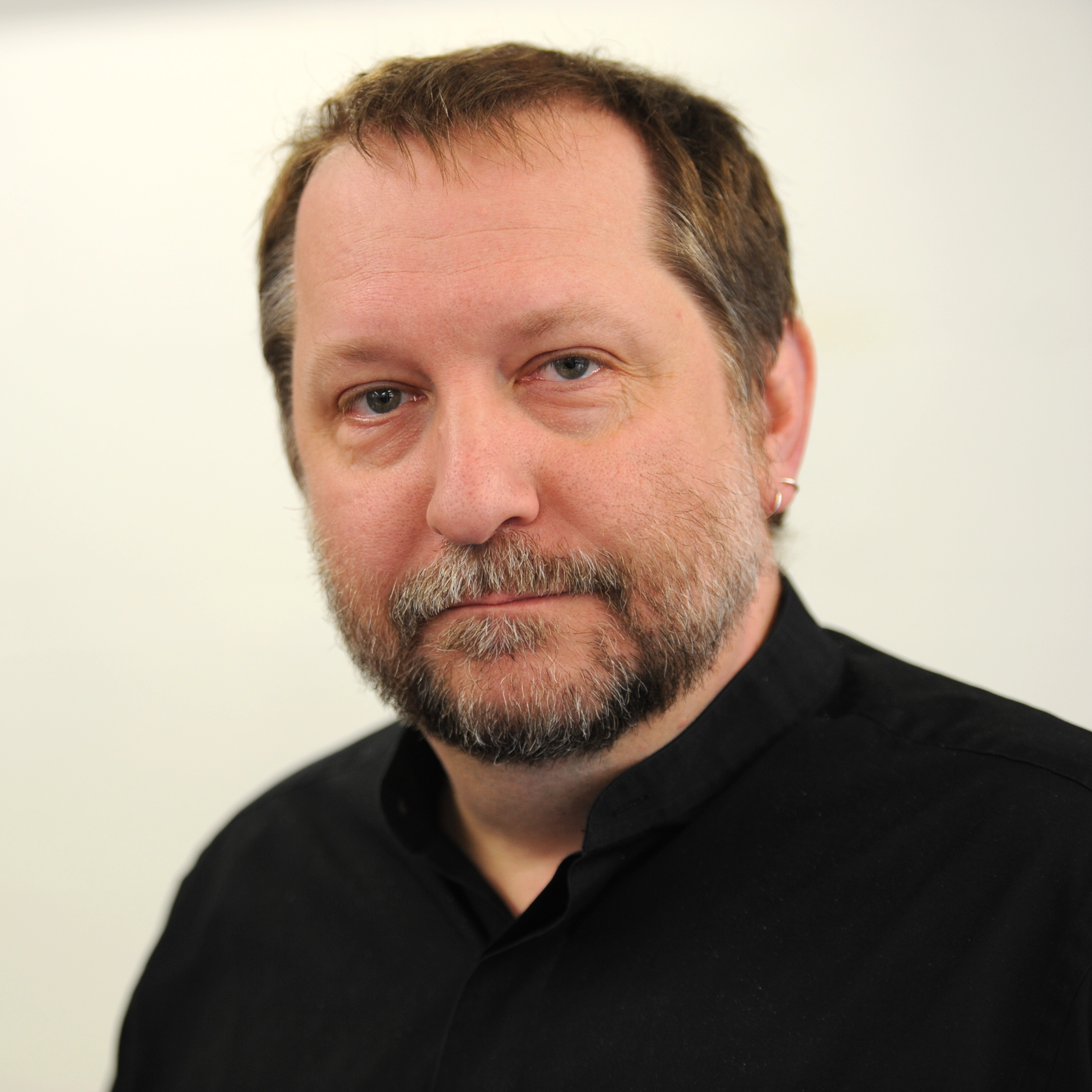
Michael Everson (2011)

Michael Everson (* 9. Januar 1963 in Norristown, Pennsylvania) ist ein sowohl US-amerikanischer als auch irischer Sprachwissenschaftler, Schriftsetzer, Schriftentwerfer und Typograf, einer der Mitverfasser des Unicode-Standards und Experte in den Schriften der Welt.

## Leben
Everson wurde in Norristown, Pennsylvania geboren und zog im Alter von 12 Jahren nach Tucson, Arizona um. Sein Interesse an den Werken von J.R.R. Tolkien führte ihn zuerst zu Altenglisch und dann zu den anderen germanischen Sprachen. Er studierte Deutsch, Spanisch und Französisch für seinen B.A. an der Universität von Arizona (1985), sowie Geschichte von Religionen und indoeuropäische Sprachwissenschaft für seinen M.A. an der Universität von Kalifornien, Los Angeles (1988). Er zog 1989 nach Dublin um und war ein Fulbright-Stipendiat in der Fakultät für keltische Studien des University College Dublin (1991). Er wurde 2000 als irischer Bürger eingebürgert. Im Februar 2018 zog er nach Dundee in Schottland um.

## Arbeit
Everson ist in der Unterstützung sprachlicher Minderheiten, besonders im Bereich von Zeichensatznormierung und Internationalisierung, aktiv. Er ist nicht nur einer der Mitverfasser des Unicode-Standards, sondern auch Redakteur von ISO/IEC 10646, Registrator für ISO 15924 und sub-tag reviewer für RFC 3066. Er hat zur Kodierung vieler Schriften und Zeichen in diesen Normen beigetragen und den „Bulldog“-Preis des Unicode Consortium 2000 für seine technischen Beiträge zur Entwicklung und zur Förderung des Unicode-Standards erhalten. 2004 wurde Everson zum Leiter von ISO TC46/WG3 (Konvertierung der schriftlichen Sprachen) ernannt, die für Transkriptionsnormen verantwortlich ist.
Everson ist aktiv in die Kodierung vieler Schriften in den Unicode und ISO/IEC 10646 Normen miteinbezogen worden, einschließlich Altitalisch, Äthiopisch, Balinesisch, Birmanisch, Brailleschrift, Buginesisch, Buid, Cherokee, Deseret, Georgisch, Glagoliza, Gotisch, Hanunó'o, Kanadische Eingeborenenschriften, Keilschrift, Khmer, Koptisch, Kyprisch, Lepcha, Limbu, Linear B, Mongolisch, Neu Tai Lue, N’Ko, Ogam, Ol Chiki, Osmanya, Persische Keilschrift, Phönizisch, Runen, Saurashtra, Shaw-Alphabet, Singhalesisch, Tagalog, Tagbanuwa, Tai Le, Thaana, Tibetisch, Ugaritisch, Vai, und Yi, sowie vielen Zeichen, die den lateinischen, den griechischen, den kyrillischen und den arabischen Schriften angehören.
Zusammen mit John Cowan ist er auch für das ConScript Unicode Register verantwortlich. Dies ist ein Projekt, das dazu dient, einige künstliche Schriften im Unicode-Bereich für den privaten Gebrauch zu koordinieren. Unter den „kodierten“ Schriften im CSUR wurden das Shaw-Alphabet und Deseret schließlich formell in Unicode aufgenommen; zwei andere konstruierte Schriften in Erwägung sind Tengwar und Cirth.
Everson hat auch Locale-Spracheninformationen für viele Sprachen, von der Unterstützung für die irische und die anderen keltischen Sprachen bis zu den Minderheitensprachen Finnlands, erstellt. 2003 wurde er durch das United Nations Development Programme beauftragt, einen Bericht über die Locale-Anforderungen für die Hauptsprachen von Afghanistan (Paschtu, Dari und Usbekisch) vorzubereiten. Zusammen mit Roozbeh Pournader verfasst, wurde der Bericht durch das Ministerium für Kommunikationen der Afghanischen Islamischen Übergangsregierung indossiert. Vor kurzem hat die UNESCO-Initiative B@bel Eversons Arbeit finanziert, um die N’Ko- und balinesische Schriften zu kodieren.
Er hat auch ein besonderes Interesse an der Typografie und hat viele Bücher auf Irisch gesetzt.

## Verlag Evertype
Michael Everson veröffentlichte seit 2007 in dem von ihm gegründeten Verlag Evertype 295 Bücher (Stand Dezember 2019) zu vielfältigen Themen und in zahlreichen Sprachen.